# Wollefoppenpark
Het Wollefoppenpark is een stadspark in de Rotterdamse wijk Zevenkamp. Het park ligt in het noorden van de wijk aan de grens met Oud Verlaat, in de Wollefoppenpolder.
Het Wollefoppenpark wordt voornamelijk gebruikt om de recreëren. Zo is er een grasveld waar regelmatig verschillende activiteiten georganiseerd worden en is er een wandelnetwerk aanwezig.
In 2007 had PvdA-wethouder Hamit Karakus plannen voor de bouw van een villapark. Hierop werden door bewoners verschillende acties gehouden, waarna de wethouder van het plan af zag. Niet alleen het Wollefoppenpark, maar ook op het Ommoordse veld in de wijk Ommoord zou een villapark gerealiseerd moeten gaan worden. Sindsdien heeft een groep bewoners de werkgroep Wollefoppen groen en co opgericht.